# 3cf
3cf는 3류 만화 패밀리(3ryu cartoon family)의 약칭으로, 2000년에 보노가 웹사이트를 만들고 공책에 그린 이른바 3류 만화를 올리기 시작해서 유명해졌다. 2001년에 teamcscw.com에서 웹 호스팅을 제공하기 시작했고 굉장히 활발한 커뮤니티가 형성되었다. 2002년 보노가 운영을 그만두게 되면서 부운영자 Dr. Gothick이 운영자 자리를 이어받았다. 당시에 사이트 방문자가 많아서 3CF는 걸핏하면 트래픽 허용량을 초과했고, 호스팅 업체인 teamcscw가 감당하기 어려운 수준에 이르러 3CF는 폐쇄되었으며 3cf의 부 운영자였던 Dr. Gothick에 의해 그 뒤를 잇는 ExCF가 만들어졌다.

## 3류 만화
3류 만화(三流漫畵) 혹은 삼류만화는 만화의 일종으로, 주로 ExCF의 전신인 3CF에서 창작된 만화들을 말한다.

### 특징
3류 만화는 3CF가 유명해지면서부터 널리 쓰이게 된 단어로, 주로 고등학생의 눈으로 세상에 대한 분노를 매우 폭력적이고 잔인하게 그려 나가는 과정을 담고 있다. 그림에 사용된 효과도 단순히 빨간 볼펜과 연필뿐이고 이야기의 전개가 대단히 잔인하기 때문에 당시에는 '유치하다', '조잡하다', '너무 잔인하다' 등의 평가가 많았다.
'3류 만화'는 일반 작가에게는 그 작품을 폄하하는 단어로 오인될 수 있으나, 3CF에서 '3류 만화'는 작품을 깎아내리는 말이라기보다는 주로 '3CF에서 창작된 만화'라는 뜻으로 쓰인다.
'3류 만화'라는 말은 2008년 기준으로 거의 사라진 상태이며, 한 때 3류 만화의 대표 작가였던 사람들은  'Dr. Gothick', '보노', '촌갱' 등이 있었다.

### 등장 인물
- 보노보노: 주인공의 포지션이다.
- 쿠우: 악역의 포지션으로 개인 회사를 보유하고 있다. 회사는 음료수 공장이며 '쿠우'라는 음료수를 만든다. 제조 과정이 황당한데 환타를 대량으로 사다가 김을 날려버린 뒤 물을 타서 캔에 재포장하는 방식이다. 가격은 환타와 동일하면서도 양은 훨씬 적다. 세계를 정복할 야욕을 갖고 있으며 체 게바라를 벤치마킹한 쿠게바라가 되기도 하고 H.O.T를 벤치마킹한 쿠쵸티가 되기도 한다.
- 조루진: 모범생 포지션
- 정띠: 학교폭력을 당하는 역할
- 정띠2: 정띠와 같은 역할
- 호종 피노키오: 정띠나 정띠2와 같은 역할이지만 특징이 하나 있는데 이마가 돌출되어 있다. 거짓말을 하면 이마가 길어지고 욕을 하면 이마가 거대해진다.
- 정석교 교주
- 비너스
- 고구미
- 탐 & 재리: 톰과 제리를 뒤집어서 항상 탐이 재리를 학살한다.

## 활동하던 인물
- 보노: 운영자
- Dr. Gothick: 부 운영자
- 박정근
- 갈매기
- 주호민 등